# Phi Ursae Majoris
Désignations
Phi Ursae Majoris (φ Ursae Majoris / φ UMa) est une étoile binaire de la constellation de la Grande Ourse. Sa magnitude apparente combinée est de 4,59. Les deux composantes sont séparées de 0,245 seconde d'arc et elles-ci sont des sous-géantes blanches de type spectral A3 IV.
D'après la mesure de sa parallaxe annuelle par le satellite Hipparcos, le système se situe à environ 510 années-lumière de la Terre. Il se rapproche du Système solaire à une vitesse radiale de −15 km/s. Son orbite galactique projetée le place entre 24 000 et 46 000 années-lumière du centre de la Galaxie. Phi Ursae Majoris sera au plus près du Soleil dans 4,7 millions, à une distance de 370 années-lumière.

## Noms traditionnels
- Avec τ, h, υ, θ, e, et f, elle composait l'astérisme arabe Sarīr Banāt al-Na'sh, le trône des sœurs de Na'sh, et al-Haud, la mare[8].
- En chinois, 文昌 (Wén Chāng), signifiant centre administratif, fait référence à un astérisme constitué de φ Ursae Majoris, υ Ursae Majoris, θ Ursae Majoris, 15 Ursae Majoris et 18 Ursae Majoris. Par conséquent, φ Ursae Majoris elle-même est appelée 文昌三 (Wén Chāng sān, la troisième étoile du centre administratif)[9].